# Józef Sztorc
Józef Sztorc (ur. 24 sierpnia 1950 w Woli Rzędzińskiej) – polski polityk i przedsiębiorca, senator V kadencji.

## Życiorys
W 1969 ukończył technikum chemiczne w Tarnowie z dyplomem technika energetyka. Studiował w Akademii Górniczo-Hutniczej w Krakowie. Był rzemieślnikiem, w 1970 otworzył własny zakład produkcyjny osprzętu elektrotechnicznego (zatrudniający około 400 osób). Zajął się również prowadzeniem własnego gospodarstwa rolnego.
Członek Izby Rzemieślniczej i Przemysłowo-Handlowej w Tarnowie, był jednym z założycieli Stowarzyszenia Kulturalno-Oświatowego Ruchu Ludowego im. Wincentego Witosa w Tarnowie (wydającego m.in. miesięcznik „Piast”). Działacz sportowy, prezes (w latach 1990–2010) i sponsor Ludowego Klubu Sportowego Wolania Wola Rzędzińska, od lutego 2003 do czerwca 2010 zasiadał w zarządzie Tarnowskiego Okręgowego Związku Piłki Nożnej. Wszedł w skład rady powiatowej Ludowych Zespołów Sportowych w Tarnowie.
Od 1968 działał w Związku Młodzieży Wiejskiej, a od 1975 w Zjednoczonym Stronnictwie Ludowym i następnie w Polskim Stronnictwie Ludowym. W latach 1983–1999 zasiadał początkowo w gminnej radzie narodowej, a następnie w radzie gminy w Tarnowie. Pełnił też funkcję członka zarządu gminy. Od 1999 do 2001 był radnym powiatu tarnowskiego. W latach 2001–2005 zasiadał w Senacie. Wybrany został w okręgu tarnowskim z ramienia PSL. Był przewodniczącym Koła Senatorów Ludowych i Niezależnych oraz członkiem Komisji Skarbu Państwa i Infrastruktury. W listopadzie 2003 został wykluczony z PSL (ostatecznie orzeczenie sąd partyjny wydał we wrześniu 2004). W 2004 przystąpił do koła senatorskiego Ligi Polskich Rodzin, którego był wiceprzewodniczącym. W 2005 dołączył do klubu senackiego Socjaldemokracji Polskiej. W wyborach w tym samym roku nie uzyskał ponownie mandatu, startując z własnego komitetu wyborczego wyborców, a w wyborach samorządowych w 2006 bez powodzenia kandydował do rady powiatu z listy komitetu „Samorządni i Gospodarni”.
Później przystąpił do Partii Regionów, objął funkcję przewodniczącego ugrupowania w regionie małopolskim, a także pełnił (od czerwca 2010 do sierpnia 2016) stanowisko wiceprezesa partii. W październiku 2010 został wiceprzewodniczącym Związku Zawodowego Rolnictwa i Obszarów Wiejskich „Regiony”. Startował bez powodzenia w 2023 do Senatu (z ramienia Bezpartyjnych Samorządowców) oraz w 2024 do Sejmiku Województwa Małopolskiego (z listy Lewicy).

## Odznaczenia
- Złoty Krzyż Zasługi
- Srebrny Krzyż Zasługi (2000)[7]
- Odznaka „Zasłużony Działacz Kultury Fizycznej”
- Odznaka Honorowa Polskiego Związku Piłki Nożnej
- Odznaka „Za zasługi dla województwa tarnowskiego”

## Życie prywatne
Syn Stefana i Genowefy. Żonaty (żona Kazimiera), ma czworo dzieci: Jarosława, Marcina, Andrzeja oraz Jadwigę.